# Acid eritrobic
Acidul eritrobic (denumit și acid izoascorbic sau acid D-araboascorbic) este un compus organic fiind un stereoizomer al acidului ascorbic (vitamina C). Este sintetizat în urma reacției dintre metil-2-ceto-D-gluconat și metoxid de sodiu. Mai poate fi sintetizat plecând de la zaharoză sau cu ajutorul unor tulpini de Penicillium care pot realiza această transformare. Este un aditiv alimentar cu scop antioxidant, având un număr E E315.